# Regreso a Las Sabinas
Regreso a Las Sabinas es una serie de televisión por internet diaria española de melodrama y drama romántico creada por Eulàlia Carrillo para Disney+, siendo ésta la primera serie diaria española producida para una plataforma de streaming. Se estrenó en Disney+ el 11 de octubre de 2024 y concluyó su emisión el 10 de enero de 2025, constando de 70 capítulos.
Está producida por Diagonal TV y protagonizada por Andrés Velencoso, Celia Freijeiro, Ángela Molina, Olivia Molina, Natalia Sánchez, Miquel Fernández, María Casal, Nancho Novo, Marta Calvó y Julia Carnero.

## Trama
La serie cuenta la historia de las hermanas Molina, que después de muchos años regresan a su pueblo natal, la localidad ficticia de Manterana, para ayudar a su padre enfermo. Allí se instalan en la finca familiar, Las Sabinas.

## Reparto

### Principal
- Celia Freijeiro como Gracia Molina Montalvo
- Andrés Velencoso como Miguel Larrea Mellado
- Miquel Fernández como Tano Larrea Mellado
- Olivia Molina como Paloma Molina Montalvo
- María Casal como Francisca “Paca” Utrera Orensanz
- Natalia Sánchez como Esther Ruiz Utrera

Con la colaboración especial de
- Nancho Novo como Emilio Molina

### Secundario
- Marta Calvó como Silvia Mellado (Episodios 1 - 16; 18 - 22)
- Julia Carnero como Manuela (Episodios 1 - 18;  20)
- Jordi Coll como Tomás Robledo (Episodios 1 - 2; 4 - 12; 14 - 16; 18 -  22)
- Neus Sanz como Trini de León (Episodios 1 - 12; 14; 16 - 19)
- Francesc Cuéllar como Richi (Episodios 1 - 3; 5 - 10; 12 - 13; 15 - 17)
- Roger Padilla como Lucas Rivera Molina (Episodios 1 - 10; 12 - 22)
- Jimena Silva como Julia Rivera Molina (Episodios 1 - 10; 12 - 18; 20 - 22)
- Mia Lardner como Lucía Larrea (Episodios 1; 4 - 5; 9 - 14; 16 - 22)
- Lolo Herrero como Pablo Núñez (Episodios 1 - 3; 5 - 6; 9 - 11; 13 - 16; 18; 20)
- Jaume Madaula como Óscar Egea Duarte † (Episodios 1 - 2; 4 - 8; 10)
- María Ribera como Pilar (Episodios 1 - 3; Episdio 8; 10; 14 - 18; 20)
- Alberto Lozano como Guillermo Jiménez (Episodios 1 - 3; 7 - 8; 16; 21)
- Leyre García como Gracia Molina niña (Episodios 1; 11)
- Alexandre Vidal como Jornalero (Episodios 1; 11)
- Mar Valverde como Paloma Molina niña (Episodio 1)
- Alberto Díaz como Campesino (Episodios 1; Episodio 3)
- Oriol Vila como Daniel "Dani" (Episodios 2; 4 - 8; 12 - 13; 15 - 18; 20)
- Berta Rabascall como Carla Egea Duarte (Episodios 2; 5; 7 - 11)
- Biel Rossell como Miguel Larrea adolescente (Episodios 2; 5; 11)
- Natalie Martín como Gracia Molina adolescente (Episodios 2; 5; 8; 11; 19)
- Oscar Morell como Guardia Civil (Episodios 2 - 5; 11; 16; 18; 20)
- Elena Vilaplana como Nati (Episodios 3; 5; 7 - 8; 10; 12 - 13; 16 - 18; 20)
- José Luis Cartes como Comprador piso (Episodio 3)
- Cesc Gómez como Eusebio (Episodio 3)
- Carla Schilt como Paloma Molina adolescente (Episodios 3; 5; 8; 19)
- Claudia Cos como Elena Soto (Episodios 4; 6; 13; 15; 17; 21 - 22)
- Raúl Mérida como Alejandro "Álex" Egea Duarte (Episodios 5 -  11; 13; 15 - 17; 20)
- Ferran Herrera como Cura entierro (Episodio 5)
- Jaume Ulled como Comprador del piso (Episodio 5)
- Joan Bentallé como Fabián (Episodios 7; 12)
- Virginia Pizarro como Doctora hospital (Episodios 7 - 8)
- Flora Saura (Episodios 8 - 9)
- Michael Batista como Wilson Rojas (Episodios 10 - 12; 16 - 17; 19)
- Agnès Romeu como Lourdes Villamil (Episodios 12 - 14)
- Isabel Rocatti como Amparo (Episodios 13 - 15)
- Kike Salgado como Fidel (Episodios 13 - 14)
- Elia Corral como Lola (Episodios 15; 18; 20)
- Roger Príncep como Nico (Episodios 16 - 17; 20 - 22)
- Jordi Cussí como Stripper (Episodio 16)
- Paula Fuentes como Nora (Episodio 22)

con la colaboración especial de
- Marc Martínez como Antón Rivera † (Episodios 1 - 3; 5; 7 - 9; 20 - 21)
- Montse Guallar como Marisol Duarte (Episodios 1 - 2; 5 - 11)
- y Ángela Molina como Laura Montalvo Villegas (Episodios 1 - 2; 5 - 6; 14; 30; 32; 38 - )

## Episodios
| N.º | Título                              | Dirigido por         | Escrito por                                | Fecha de emisión original |
| --- | ----------------------------------- | -------------------- | ------------------------------------------ | ------------------------- |
| 1   | «Gretel»                            | Jordi Frades         | Eulàlia Carrillo                           | 11 de octubre de 2024     |
| 2   | «No hay olvido»                     | Jordi Frades         | Nacho Pérez de la Paz y Daniel Corpas      | 11 de octubre de 2024     |
| 3   | «Todos estos años»                  | Jordi Frades         | Federico Muñoz Alonso y Ana Muñiz da Cunha | 11 de octubre de 2024     |
| 4   | «Segundas intenciones»              | Jordi Frades         | Ernesto Grimaldi y Manel Nofuentes         | 11 de octubre de 2024     |
| 5   | «Tan lejos, tan cerca»              | Jordi Frades         | Almudena Vázquez y Germán Aparicio         | 11 de octubre de 2024     |
| 6   | «Entre la vida y la muerte»         | Kiko Ruiz Claverol   | Nacho Pérez de la Paz y Germán Aparicio    | 14 de octubre de 2024     |
| 7   | «Lo que el dinero puede comprar»    | Kiko Ruiz Claverol   | Federico Muñoz Alonso y Daniel Corpas      | 15 de octubre de 2024     |
| 8   | «Cuando uno no sabe ver»            | Kiko Ruiz Claverol   | Ernesto Grimaldi y Ana Muñiz da Cunha      | 16 de octubre de 2024     |
| 9   | «Pasiones ocultas»                  | Kiko Ruiz Claverol   | Nacho Pérez de la Paz y Ana Muñiz da Cunha | 17 de octubre de 2024     |
| 10  | «La decisión»                       | Kiko Ruiz Claverol   | Almudena Vázquez y Manel Nofuentes         | 18 de octubre de 2024     |
| 11  | «Chantaje»                          | Salvador García Ruiz | Ernesto Grimaldi y Daniel Corpas           | 21 de octubre de 2024     |
| 12  | «La mirada del otro»                | Salvador García Ruiz | Federico Muñoz Alonso y Germán Aparicio    | 22 de octubre de 2024     |
| 13  | «Ahogar las penas»                  | Salvador García Ruiz | Almudena Vázquez y Manel Nofuentes         | 23 de octubre de 2024     |
| 14  | «Nuestro lugar»                     | Salvador García Ruiz | Ernesto Grimaldi y Germán Aparicio         | 24 de octubre de 2024     |
| 15  | «Segundas oportunidades»            | Salvador García Ruiz | Nacho Pérez de la Paz y Ana Muñiz da Cunha | 25 de octubre de 2024     |
| 16  | «Despedidas»                        | María Almagro        | Federico Muñoz Alonso y Daniel Corpas      | 28 de octubre de 2024     |
| 17  | «Un vestido de novia»               | María Almagro        | Almudena Vázquez y Manel Nofuentes         | 29 de octubre de 2024     |
| 18  | «¿Sí, quiero?»                      | María Almagro        | Nacho Pérez de la Paz y Ana Muñiz da Cunha | 30 de octubre de 2024     |
| 19  | «Pacto»                             | María Almagro        | Ernesto Grimaldi y Daniel Corpas           | 31 de octubre de 2024     |
| 20  | «Todo lo que reluce»                | María Almagro        | Federico Muñoz Alonso y Germán Aparicio    | 1 de noviembre de 2024    |
| 21  | «Una mala persona»                  | Santi Romero         | Almudena Vázquez y Germán Aparicio         | 4 de noviembre de 2024    |
| 22  | «Todos niegan»                      | Santi Romero         | Nacho Pérez de la Paz y Manel Nofuentes    | 5 de noviembre de 2024    |
| 23  | «Confianza»                         | Santi Romero         | Ernesto Grimaldi y Ana Muniz da Cunha      | 6 de noviembre de 2024    |
| 24  | «Viral»                             | Santi Romero         | Manel Nofuentes y Almudena Vázquez         | 7 de noviembre de 2024    |
| 25  | «De padres he hijos»                | Santi Romero         | Nacho Pérez de la Paz y Ana Muniz da Cunha | 8 de noviembre de 2024    |
| 26  | «¿La verdad os hará libres?»        | Kiko Ruiz Claverol   | Ernesto Grimaldi y Daniel Corpas           | 11 de noviembre de 2024   |
| 27  | «Cuando todo se rompe»              | Kiko Ruiz Claverol   | Germán Aparicio y Federico Muñoz           | 12 de noviembre de 2024   |
| 28  | «Malas influencias»                 | Kiko Ruiz Claverol   | Ana Muniz da Cunha y Federico Muñoz        | 13 de noviembre de 2024   |
| 29  | «Lucas»                             | Kiko Ruiz Claverol   | Daniel Corpas y Almudena Vázquez           | 14 de noviembre de 2024   |
| 30  | «Secretos y mentiras»               | Kiko Ruiz Claverol   | Nacho Pérez de la Paz y Manel Nofuentes    | 15 de noviembre de 2024   |
| 31  | «Castillo de naipes»                | Salvador García Ruiz | Ernesto Grimaldi y Manel Nofuentes         | 18 de noviembre de 2024   |
| 32  | «Un fantasma del pasado»            | Salvador García Ruiz | Nacho Pérez de la Paz y Germán Aparicio    | 19 de noviembre de 2024   |
| 33  | «De entre los muertos»              | Salvador García Ruiz | Ana Muniz da Cunha y Almudena Vázquez      | 20 de noviembre de 2024   |
| 34  | «Mentir, odiar, amar»               | Salvador García Ruiz | Germán Aparicio y Federico Muñoz           | 21 de noviembre de 2024   |
| 35  | «El yugo»                           | Salvador García Ruiz | Ernesto Grimaldi y Daniel Corpas           | 22 de noviembre de 2024   |
| 36  | «El veneno y la balsa»              | María Almagro        | Germán Aparicio y Almudena Vázquez         | 25 de noviembre de 2024   |
| 37  | «Por el camino del perdón»          | María Almagro        | Manel Nofuentes y Federico Muñoz           | 26 de noviembre de 2024   |
| 38  | «El regreso»                        | María Almagro        | Nacho Pérez de la Paz y Ana Muniz da Cunha | 27 de noviembre de 2024   |
| 39  | «Resurreción»                       | María Almagro        | Nacho Pérez de la Paz y Germán Aparicio    | 28 de noviembre de 2024   |
| 40  | «Sacudir los cimientos»             | María Almagro        | Ernesto Grimaldi y Manel Nofuentes         | 29 de noviembre de 2024   |
| 41  | «Los años perdidos»                 | Jordi Frades         | Ernesto Grimaldi y Ana Muniz da Cunha      | 2 de diciembre de 2024    |
| 42  | «La tumba»                          | Jordi Frades         | Daniel Corpas y Almudena Vázquez           | 3 de diciembre de 2024    |
| 43  | «Enmendar los errores»              | Jordi Frades         | Germán Aparicio y Almudena Vázquez         | 4 de diciembre de 2024    |
| 44  | «Veneno»                            | Jordi Frades         | Manel Nofuentes y Federico Muñoz           | 5 de diciembre de 2024    |
| 45  | «Amor y muerte»                     | Jordi Frades         | Nacho Pérez de la Paz y Ana Muniz da Cunha | 6 de diciembre de 2024    |
| 46  | «Id en paz»                         | Kiko Ruiz Claverol   | —                                          | 9 de diciembre de 2024    |
| 47  | «Familia»                           | Kiko Ruiz Claverol   | —                                          | 10 de diciembre de 2024   |
| 48  | «Decir adiós»                       | Kiko Ruiz Claverol   | —                                          | 11 de diciembre de 2024   |
| 49  | «Algo parecido a la felicidad»      | Kiko Ruiz Claverol   | —                                          | 12 de diciembre de 2024   |
| 50  | «En la saludad y en las enfermedad» | Kiko Ruiz Claverol   | —                                          | 13 de diciembre de 2024   |
| 51  | «El día después»                    | —                    | —                                          | 16 de diciembre de 2024   |
| 52  | «Desconfianza»                      | —                    | —                                          | 17 de diciembre de 2024   |
| 53  | «Las marcas en la piel»             | —                    | —                                          | 18 de diciembre de 2024   |
| 54  | «Lo que no se ve»                   | —                    | —                                          | 19 de diciembre de 2024   |
| 55  | «Tu frialdad»                       | —                    | —                                          | 20 de diciembre de 2024   |
| 56  | «¿Quién eres?»                      | —                    | —                                          | 23 de diciembre de 2024   |
| 57  | «Los lazos que nos unen»            | —                    | —                                          | 24 de diciembre de 2024   |
| 58  | «Ya no son niños»                   | —                    | —                                          | 25 de diciembre de 2024   |
| 59  | «Devorado por dentro»               | —                    | —                                          | 26 de diciembre de 2024   |
| 60  | «El fin de la mentira»              | —                    | —                                          | 27 de diciembre de 2024   |
| 61  | «Cartas sobre la mesa»              | —                    | —                                          | 30 de diciembre de 2024   |
| 62  | «La navaja y la piedra»             | —                    | —                                          | 31 de diciembre de 2024   |
| 63  | «Antes de la tormenta»              | —                    | —                                          | 1 de enero de 2025        |
| 64  | «Pasar página»                      | —                    | —                                          | 2 de enero de 2025        |
| 65  | «La madre»                          | —                    | —                                          | 3 de enero de 2025        |
| 66  | «Monstruos»                         | —                    | —                                          | 6 de enero de 2025        |
| 67  | «Difícil consuelo»                  | —                    | —                                          | 7 de enero de 2025        |
| 68  | «Nuestros demonios»                 | —                    | —                                          | 8 de enero de 2025        |
| 69  | «A la deriva»                       | —                    | —                                          | 9 de enero de 2025        |
| 70  | «Gracia y Miguel»                   | —                    | —                                          | 10 de enero de 2025       |

## Producción
En marzo de 2024, Disney+ anunció por primera vez la serie Regreso a Las Sabinas, la cual fue producida por Diagonal TV como la primera serie diaria española creada para una plataforma de streaming. La serie fue rodada en 2023 en las localidades de Riells del Fai, Sant Andreu de Llevaneres y Sant Vicenç de Montalt. Andrés Velencoso, Celia Freijeiro, Ángela Molina, Nancho Novo, Olivia Molina, Natalia Sánchez, Miquel Fernández, María Casal, Marta Calvó y Julia Carnero fueron confirmados como los actores del reparto protagonista de la serie.

## Lanzamiento y marketing
El 28 de agosto de 2024, Disney+ programó el estreno de los cinco primeros capítulos de Regreso a Las Sabinas para el 11 de octubre de 2024, mientras que los capítulos restantes irían siendo lanzados de lunes a viernes a ritmo de un capítulo por día hasta completar los 70 capítulos. Ese mismo día, se anunció que la serie tendría su estreno mundial en el FesTVal el 2 de septiembre de 2024.